# Dunamuck
Dunamuck (auch Dunamuck North und South genannt) sind zwei Gruppen von Menhiren, westlich des Flusses Add und westlich vom Weiler Bridgend, bei Lochgilphead in Argyll and Bute in Schottland. 

## Dunamuck North
Dunamuck North besteht aus einer Steinreihe aus drei Steinen, von denen zwei umgefallen sind. Sie befindet sich etwa 750 m nordnordöstlich des Weilers Dunamuck (Lage). Die beiden Endsteine standen einst 4,4 m voneinander entfernt, wobei ihre Längsachsen in etwa Nordwest-Südost orientiert waren. Der stehende nördliche Stein hat eine Höhe von 2,63 m, eine Breite von 1,35 m und ist 0,35 m dick. Die gefallenen Steine messen etwa 3,75 × 0,8 × 0,3 m bzw. 3,0 × m und an der Basis 1,6 × 0,35 m.

## Dunamuck South
Dunamuck South ist ein Steinpaar etwa 550 m nordöstlich vom Weiler Dunamuck (Lage). Die Steine sind 0,35 bzw. 0,45 m dick. Der nördliche ist 2,75 Meter hoch und 1,0 m breit; der südliche ist etwa 4,0 Meter hoch und spitz, und an der Basis 1,5 m breit. Er hat ein Schälchen von 6,0 cm Durchmesser und 2,0 cm Tiefe, 0,9 Meter von der Basis.
Der südöstliche Stein hat eine einzelne Bechermarke etwa zwei 0,6 m vom Boden entfernt. Die beiden Steine scheinen auf den Hügel ausgerichtet zu sein, auf dem später das Hillfort Dunadd errichtet wurde.